# 15071 Hallerstein
15071 Hallerstein  je asteroid v asteroidnem pasu. Odkrili so ga na Observatoriju Črni Vrh v Sloveniji 24. januarja 1999. Njegova začasna oznaka je bila 1999 BN12. Uradno ime mu je dodelila Mednarodna astronomska zveza z okrožnico štev. 49280 6. avgusta 2003. Poimenovan je po slovenskem jezuitu, misijonarju, astronomu in mandarinu Ferdinandu Avguštinu Hallersteinu (1703 – 1774).
Asteroid Hallerstein je najbliže Soncu na razdalji 2,07 a.e., najbolj pa se mu oddalji na 2,98 a.e. Sonce obkroži v 1468,23 dneh ali 4,02 letih. Njegova tirnica je nagnjena na ekliptiko za 6,268 °, izsrednost tirnice pa ima 0,1181.